# Орбитален апарат
Орбиталният апарат е космически апарат, който обикаля в орбита около планета или естествен спътник без да каца за да изследва повърхността от разстояние.

## Успешни орбитални апарати

### Астероиди
- Ниър Шумейкър (обикаля около астероида 433 Ерос)
- Хаябуяса (изучава 25143 Итокава)

### Венера
- Венера 9
- Венера 10
- Пионер -Венера
- Венера 15
- Венера 16
- Магелан
- Венера Експрес

### Марс
- Маринър 9
- Марс 2
- Марс 3
- Марс 5
- Викинг 1
- Викинг 2
- Фобос 2
- Марс Глобъл Сървейър
- Марс Одисей
- Марс Експрес
- Марс Риконъсънс Орбитър

### Меркурий
- МЕСИНДЖЪР

### Луна
- Луна 10
- Експлорър 33
- Лунар Орбитър 1
- Луна 11
- Луна 12
- Лунар Орбитър 2
- Лунар Орбитър 3
- Лунар Орбитър 4
- Експлорър 35
- Лунар Орбитър 5
- Луна 14
- Луна 19
- Експлорър 49
- Луна 22
- Хитен
- Клементин
- Лунар Проспектър
- СМАРТ-1
- Кагуя
- Чанги-1
- Чандраян-1

### Сатурн
- Касини-Хюйгенс

### Слънце
- Пионер 5
- Пионер 6
- Пионер 7
- Пионер 8
- Пионер 9
- Хелиос
- ISEE-3
- Одисей
- WIND
- СОХО
- Дженезис
- STEREO

### Юпитер
- Галилео